# Cathy Coudyser
Cathy Coudyser (Knokke-Heist, 14 december 1969) is een Belgisch politica voor N-VA.

## Biografie
Cathy Coudyser studeerde regentaat aan het Sint-Andreasinstituut in Brugge en behaalde in 1991 het diploma van regent Frans-Geschiedenis-Economie. Na een korte periode als lerares aan de Hotel- en Toerismeschool Spermalie, maakte ze de overstap naar de financiële wereld als adviseur sparen en beleggen bij KBC. In 1999 werd Coudyser meewerkende echtgenote in de juwelierszaak van haar man.
In 2003 werd Coudyser verkozen tot voorzitter van de N-VA-afdeling van Knokke-Heist, een functie die ze tot in 2011 uitoefende. Nog in 2003 werd ze eveneens verkozen tot lid van het arrondissementeel bestuur van de afdeling N-VA Brugge-Torhout-Oostkust. Van 2010 tot 2012 was Coudyser secretaris van dat bestuur en in 2010 nam ze tevens zitting in de partijraad van de N-VA.
Cathy Coudyser werd in 2006 actief in het lokale bestuur van Knokke-Heist, waar ze van 2006 tot 2012 OCMW-raadslid was. Sinds januari 2013 zetelt Coudyser als gemeenteraadslid en van 2013 tot 2024 was ze N-VA-fractievoorzitter in de gemeenteraad. Na de lokale verkiezingen van 13 oktober 2024 werd Cathy Coudyser na jaren oppositie begin december dat jaar de eerste vrouwelijke burgemeester van Knokke-Heist.
In november 2012 legde Cathy Coudyser de eed af als lid van de Kamer van volksvertegenwoordigers waar ze de ontslagnemende Manu Beuselinck opvolgde. Ze bleef er zetelen tot mei 2014 en was er lid van de Commissie voor het Bedrijfsleven, het Wetenschapsbeleid, het Onderwijs, de Nationale Wetenschappelijke en Culturele Instellingen, de Middenstand en de Landbouw. Coudyser was ook vast lid van de Commissie voor de Naturalisaties. In de commissies werkte Coudyser rond de thema's bedrijfsleven, prijzenbeleid, ondernemersklimaat en de federale wetenschappelijke en culturele instellingen.
Op 25 mei 2014 werd Cathy Coudyser verkozen tot Vlaams Parlementslid. In het Vlaams Parlement werd ze vast lid van de Commissie voor Cultuur, Jeugd, Sport en Media en van de Commissie voor de Landbouw, Visserij en Plattelandsbeleid. Als plaatsvervangend lid ging zij ook zetelen in de Commissie voor Buitenlands Beleid, Europese Aangelegenheden, Internationale Samenwerking, Toerisme en Onroerend Erfgoed en in de Commissie voor Welzijn, Volksgezondheid en Gezin.
In mei 2019 werd ze herkozen en van oktober 2019 tot juni 2024 was Coudyser in het Vlaams Parlement voorzitter van de commissie Buitenlands Beleid, Europese Aangelegenheden, Internationale Samenwerking en Toerisme. Daarnaast was ze in de legislatuur 2019-2024 vast lid van de commissie voor Landbouw, Visserij en Plattelandsbeleid en de commissie voor Cultuur, Jeugd, Sport en Media. Bovendien zetelde Coudyser van 2014 tot 2019 als deelstaatsenator in de Senaat. Van 2021 tot 2024 was Coudyser opnieuw deelstaatsenator in opvolging van Philippe Muyters.
Bij de Vlaamse verkiezingen van juni 2024 aanvaardde Coudyser geen verkiesbare plaats meer en stond ze als medelijstduwer op de West-Vlaamse N-VA-lijst. Hierdoor eindigde haar parlementaire loopbaan, waarna ze zich volledig ging toeleggen op de lokale politiek.
Cathy Coudyser is gehuwd en heeft een dochter.